# 政科
直译自法语 Sciences Po，是“政治科学”，法语sciences politiques或英语 political science的简称。 是巴黎自由政治学校的通称，亦称政治学校或者简称政科。该校建于1872年，旨在培养法国未来的政治和外交精英。该校的历史使命随着全球化和社会的发展也发生了深刻的变化，详见巴黎政治科学院。
1945年，戴高乐将军依据巴黎自由政治学堂的模式改革了法国的政治科学教育体系，创立了9所政治科学院：艾克桑普罗旺斯、波尔多，格列诺布，里尔、里昂、雷恩、巴黎六大、斯特拉斯堡和图卢兹。
唯一保留“Sciences Po”简称的学校是巴黎政治科学基金会和它所管理的巴黎政治科学院，因为她们是巴黎自由政治学校的直接继承者。戴高乐创建的其他政治学院通常简称为 Sciences Po + 城市名，如Sciences Po Lyon。